# Arlington (Indiana)
Arlington – jednostka osadnicza w Stanach Zjednoczonych, w stanie Indiana, w hrabstwie Rush.